# Niesenthal
Niesenthal (en luxembourgeois : Nisendaller Haff ) est une localité de la commune luxembourgeoise de Waldbillig située dans le canton d'Echternach.